# Erateina simplex
Erateina simplex är en fjärilsart som beskrevs av Paul Dognin 1912. Erateina simplex ingår i släktet Erateina och familjen mätare. Inga underarter finns listade i Catalogue of Life.